# Lwowska Narodowa Naukowa Biblioteka Ukrainy im. Wasyla Stefanyka
Lwowska Narodowa Naukowa Biblioteka Ukrainy im. W. Stefanyka, (ukr. Львівська національна наукова бібліотека України імені В.Стефаника) – biblioteka utworzona w 1940 ze zbiorów Towarzystwa Naukowego im. Szewczenki, Towarzystwa "Proswita", Instytutu Stauropigialnego, Domu Ludowego, skonfiskowanych prywatnych zbiorów i około 70% zbiorów Zakładu Narodowego im. Ossolińskich, które wolą fundatora były darem dla narodu polskiego. Biblioteka jest obecnie podporządkowana Akademii Nauk Ukrainy, a jej patronem jest pisarz Wasyl Stefanyk.